# ВК Спартак 96
Волейболен клуб „Спартак 96“ (жени), Плевен е основан през 1996 г. Приемник е на ВК „Спартак“ (Плевен).
- Президент на клуба е Пламен Георгиев (р. 3 февруари 1961 г.)
- Изпълнителен директор е Светла Димитрова (р. 10 януари 1958 г.), бивша състезателка на „Спартак“ – Плевен. На този пост е от 1996 г.
- Старши треньор е Виолета Антонова (р. 3 август 1964 г.). Състезателна кариера – „Спартак“ – Плевен, „Черно море“ – Варна, „Беверен“ – Белгия и „Лил“ – Франция. Треньорска кариера – през 2002 г. помощник на покойния Стефан Панчев в „Спартак 96“ – Плевен, а от 2003 до момента старши треньор на същия тим.
- Помощник-треньор е Валентина Панова (р. 31 май 1969 г.) Състезателна кариера – „Спартак“ – Плевен, Сърбия и Черна гора.
- Спонсор на клуба е „Георгиев и Ко“.

## Изтъкнати състезателки
Виолета Антонова, Марияна Костова, Мартина Георгиева, Елеонора Николова, Силвия Петрова, Йоана Нинова, Габриела Коева и др.

## Изтъкнати треньори
Марин Дачовски, Кольо Велков, Симеон Върбанов, Виолета Антонова, Стефан Панчев, Кръстьо Лабешки, Марияна Костова и др.